# Sunray, Texas
Sunray là một thành phố thuộc quận Moore, tiểu bang Texas, Hoa Kỳ. Năm 2010, dân số của xã này là 1926 người.

## Dân số
- Dân số năm 2000: 1950 người.
- Dân số năm 2010: 1926 người.